# Tranylcypromin
Tranylcypromin (Handelsname Jatrosom u. a.) ist ein irreversibler MAO-Hemmer und Inhibitor des Cytochrom-P450-2A6. Es wird als Racemat eingesetzt. Durch Inhibition der Monoaminooxidase werden eine Reihe von körpereigenen Aminen verlangsamt abgebaut (Tryptamine, Serotonin, Noradrenalin, Adrenalin, Dopamin, Melatonin, Phenethylamin und Histamin), die dann bei den Stoffwechselvorgängen vermehrt zur Verfügung stehen. Dasselbe gilt allerdings auch für körperfremde Amine, etwa Tyramin, wie es beispielsweise in Rotwein und manchen Käsesorten vorkommt. Bei Genuss solcher Nahrungsmittel kann es unter Therapie mit Tranylcypromin zu hypertensiven Krisen mit lebensbedrohlichen Folgen (Hirnblutungen) kommen. Das Risiko des Auftretens einer durch Tyramin induzierten hypertensiven Krise ist nicht nur von der Dosis abhängig, sondern auch von Patient zu Patient unterschiedlich.
Da bei der Einnahme daher eine streng tyraminarme Ernährung eingehalten werden muss, ist Tranylcypromin nicht Mittel der Wahl bei Depressionen. Zum Einsatz kommt es vor allem bei therapieresistenten Depressionen oder anderen, schwerwiegenden psychischen Störungen (wie etwa Angststörungen), bei deren Behandlung sich andere Antidepressiva als unwirksam erwiesen haben. Therapeutisch sinnvolle Dosen bewegen sich üblicherweise zwischen 20 und 60 mg; manche Patienten sprechen allerdings erst auf höhere Dosen an. Auch wird das Medikament aufgrund des ungünstigen Nebenwirkungsprofils heute eher selten verschrieben. Typische Nebenwirkungen sind neben Mundtrockenheit, Schlafstörungen und Gewichtsveränderung u. a. auch Störungen des Blutkreislaufs und damit einhergehend eine allgemeine Schwächesymptomanik und gesteigertes Kälteempfinden. Für ein Antidepressivum eher untypisch kann der Wirkstoff (ähnlich Bupropion) zudem die Libido deutlich erhöhen, was auf die Amphetaminkomponente des Wirkstoffs zurückzuführen ist. Die Amphetaminkomponente bewirkt hier auch bei vielen Patienten schon Minuten nach der ersten Einnahme einen direkten Effekt, wobei die antidepressive Komponente erst nach einigen Wochen eintritt. 
Tranylcypromin kann nur mit wenigen anderen Antidepressiva oder Sympathomimetika kombiniert werden, da dies meistens gravierende Nebenwirkungen zur Folge hat (Blutdruckkrise, Serotonin-Syndrom, Krampfanfälle, Tod). Die gleichzeitige Behandlung mit Lithiumsalzen und einigen bestimmten Neuroleptika sowie Benzodiazepinen ist jedoch möglich. Diese Behandlungsstrategien kommen dann zum Einsatz, wenn die Monotherapie mit Tranylcypromin noch kein zufriedenstellendes Behandlungsergebnis zeigt.

## Stereochemie
Tranylcypromin besitzt zwei stereogene Zentren am Cyclopropanring. Folglich können theoretisch folgende vier Stereoisomere dieses Stoffs vorliegen:
- (1S,2R)-Form
- (1R,2S)-Form
- (1S,2S)-Form
- (1R,2R)-Form

Das 1:1-Gemisch (Racemat) der (1S,2R)- und der (1R,2S)-Form wird als Arzneistoff Tranylcypromin eingesetzt. Diese beiden Stereoisomere (genauer: Enantiomere) besitzen trans-Konfiguration, d. h., der Amino- und der Phenylrest stehen auf entgegengesetzten Seiten des ebenen Cylopropanringes. Die beiden cis-Stereoisomere, also die (1S,2S)-  und die (1R,2R)-Form besitzen keine praktische Bedeutung, bei diesem Enantiomerenpaar stehen der Amino- und der Phenylrest auf der gleichen Seite des ebenen Cylopropanringes.